# Roxbury Crossing (MBTA-Station)
Roxbury Crossing ist der Name einer U-Bahn-Station der Massachusetts Bay Transportation Authority (MBTA) im Bostoner Stadtteil Mission Hill im Bundesstaat Massachusetts der Vereinigten Staaten. Sie bietet Zugang zur U-Bahn-Linie Orange Line.

## Geschichte
Die Station wurde am 4. Mai 1987 im Rahmen der Renovierung und Verlegung der Orange Line parallel zum Northeast Corridor eröffnet.

## Bahnanlagen

### Gleis-, Signal- und Sicherungsanlagen
Der U-Bahnhof verfügt über insgesamt zwei Gleise, die über einen Mittelbahnsteig zugänglich sind.

### Gebäude
Der U-Bahnhof befindet sich im Stadtteil Mission Hill an der Adresse 1400 Tremont Street. Das Gebäude ist vollständig barrierefrei zugänglich.
Im Rahmen des Arts-on-the-Line-Projektes der MBTA wurde in der Station das aus fünf farbigen Leinwänden bestehende Kunstwerk „Neighborhood“ von Susan Thompson installiert. Darüber hinaus befinden sich außerhalb der Station zwei Granit-Monumente mit eingravierten Texten („At Roxbury Crossing“ von Jeannette DeLello Winthrop und „Hometown“ von Luix Virgil Overbea).

## Umfeld
An der Station besteht eine Anbindung an zehn Buslinien der MBTA. In unmittelbarer Umgebung befindet sich das Roxbury Community College.